# Jamini Roy
Jamini Roy (Beliatore, 11 aprile 1887 – Calcutta, 24 aprile 1972) è stato un pittore indiano.
Fu onorato con l’onorificenza civile Padma Bhushan nel 1954. Fu uno dei più famosi alunni di Rabanindranath Tagore, la cui originalità artistica e il contributo alla nascita dell'arte moderna in India rimangono indiscussi.

## Giovinezza e ambiente
Jamini Roy nacque l'11 aprile del 1887 in una famiglia di proprietari terrieri moderatamente benestante, nel villaggio di Beliatore del distretto di Bankura, in Bengala Occidentale.
All'età di 16 anni fu mandato a studiare presso il Government College of Art a Kolkata. Abanindranath Tagore, il fondatore della Bengal School, era il vicepresidente dell'istituto. Gli fu insegnato a dipingere secondo la tradizione accademica prevalente, disegnando nudi classici e usando la pittura ad olio. Nel 1908 ricevette il Diploma in Belle Arti.
Nonostante ciò, egli presto realizzò che aveva bisogno di ispirazione dalla propria cultura, e non da quella occidentale. Cercò quindi ispirazione nella vita popolare e nell'arte tribale. Fu influenzato più di tutti dal "Kalighat Pat" (pittura Kalighat), uno stile artistico con colpi di pennello ampi e marcati. Si allontanò dai suoi primi paesaggi impressionisti e tra il 1921 e il 1924 iniziò il suo primo periodo di sperimentazione, con la danza Santhal come punto di inizio. Jamini Roy ebbe 4 figli e una figlia.

## Stile
Roy iniziò la sua carriera come pittore di ritratti su commissione. Nei primi anni 20 egli abbandonò improvvisamente i ritratti su commissione nel tentativo di scoprire sé stesso.
Roy cambiò il suo stile abbandonando la formazione accademica occidentale e abbracciando un nuovo stile basato sulle tradizioni folkloristiche bengalesi.
La sua missione implicita era triplice: catturare l'essenza della semplicità presente nella vita del popolo; fare arte accessibile ad una più ampia gamma di persone; dare all'arte indiana una propria identità. I dipinti di Jamini Roy vennero messi in mostra per la prima volta nel British India Street di Calcutta (Kolkata) nel 1938. La sua popolarità raggiunse nuove vette durante gli anni 40, in cui la classe media bengalese e la comunità europea divennero i suoi maggiori clienti. I suoi lavori furono esibiti a Londra, nel 1946, e a New York, nel 1953. Gli fu conferito il Padma Bhusan nel 1954. Le sue opere sono state diffusamente esibite in mostre internazionali e possono essere trovate in numerose collezioni pubbliche e private, come quella del Victoria and Albert Museum di Londra.  Egli trascorse la maggior parte della sua vita lavorando e vivendo a Calcutta. Inizialmente sperimentò dipinti Kalighat, ma scoprì che questi cessarono di essere puramente un patua e andò a studiare ai villaggi patua. Di conseguenza, la sua tecnica così come i soggetti furono influenzati dall'arte tradizionale del Bengala.
Preferiva essere chiamato patua. Jamini Roy morì nel 1972. Lasciò 4 figli e una figlia. Attualmente i suoi successori (nuore, pronipoti e i loro figli) vivono nella casa che costruì a Ballygunge Place a Kolkata. I suoi lavori possono essere trovati in vari musei e gallerie in tutto il mondo.

## Riconoscimenti
Nel 1934 ricevette una medaglia d'oro di Viceroy in una "All India Exihibition" per uno dei suoi lavori. 
Nel 1955 gli fu conferito dal Governo dell'India il Padma Bhushan, la terza più alta onorificenza che un civile possa ricevere. Nel 1955, fu reso il primo "Fellow of the Lalit Kala Akademi", la più grande onorificenza in Belle Arti conferita dalla Lalit Kala Akademi, L'accademia nazionale indiana delle Arti.
Nel 1976, l'Archaeological Survey of India, il Ministero della Cultura, lo dichiarò tra i "Nove Maestri", le cui opere da quel momento in poi potevano essere considerate "tesori dell'arte, considerando il loro valore artistico ed estetico"..

## Opinioni della critica
Nel 1929, durante l'inaugurazione di un'esibizione di Roy sponsorizzata da Mukul Dey a Calcutta, l'allora curatore dello Statesman Sir Alfred Watson disse:
"...Coloro che studiano i vari quadri saranno capaci di tracciare lo sviluppo della mente di un artista costantemente alla ricerca di una propria maniera di esprimersi.. I suoi primi lavori eseguiti unicamente sotto l'influenza occidentale e comprendenti principalmente piccole copie di lavori più ampi devono essere considerati come gli esercizi di qualcuno che sta imparando ad utilizzare con competenza gli strumenti della sua arte e mai del tutto a suo agio con i suoi modelli.. Da questa fase noi lo vediamo separarsi gradualmente verso uno stile tutto suo.
Dovete giudicare da voi quanto il signor Roy sia stato in grado di raggiungere gli obiettivi a cui sta chiaramente mirando. I suoi lavori ripagheranno lo studio. Vedo in questi, come vedo in molti dei dipinti di oggi in India, un vero impegno per recuperare un'arte nazionale che dovrà essere libera dalla sofisticata tradizione degli altri paesi, che hanno avuto una storia artistica continua. Il lavoro di coloro che si stanno impegnando a riportare in vita l'arte indiana è comunemente non apprezzato nel suo vero significato. A volte si pensa che riportare in vita significhi niente di più che un ritorno ai metodi e alle tradizioni del passato. Questo vorrebbe dire creare una scuola di copisti senza visioni e ideali propri.
...L'arte, in nessuna forma, può progredire senza incoraggiamento. L'artista deve vivere, e deve vivere dalla vendita delle sue opere. In India come ovunque i giorni in cui le chiese e i principi erano i mecenati dell'arte sono passati. L’incoraggiamento di oggi deve venire da una cerchia più ampia. Io direi a coloro che hanno soldi in abbondanza di comprare opere d'arte indiane con coraggio. Potreste ottenere qualcosa di poco valore; potreste, d'altra parte, acquistare a buon mercato qualcosa che è destinato ad avere un grande valore. Non importa se fate errori. Incoraggiando coloro che si stanno impegnando per dare in linea e colori una nuova espressione al pensiero indiano state aiutando a mandare avanti un movimento che tutti noi speriamo sia destinato ad aggiungere nuovo lustro al paese."

## Opere chiave
- "Ramayana", 1946, diviso in 17 tele (106 × 76 cm, ciascuna) Il Rāmāyaṇa di Roy è considerato essere la sua Opera Magna. Patrocinato da Sarada Charan Das, Roy creò questa serie di capolavori nello stile Kalighat pata con colori naturali, utilizzando terra, polvere di gesso e colori vegetale invece delle tinture. Successivamente, Roy creò anche repliche singole che immortalavano vari momenti dell’intera serie. Alcuni di questi dipinti sono stati conservati nella National Art Gallery of India e sono anche in mostra presso il Victoria Memorial Hall. La storia del Rāmāyaṇa inizia con il saggio Vālmīki e completa il cerchio fino all'eremo dopo l'aagnipariksha di Sita. Tutte le sue 17 tele sono frequentemente caratterizzare da fiori decorativi, paesaggi, uccelli e animali tipici della Bengal School of Art. Le sue linee sono semplici, marcate e tondeggianti, inizialmente derivate da immagini di argilla, ma portarono a momenti complessi rendendo emozioni impercettibili ma vigorose. Il “Ramayana” completo di Jamini Roy è in mostra oggi presso la residenza "Rossogolla Bhavan" di Sarada Charan Das a Kolkata, insieme ad altri 8 originali di larga scala. La residenza Das oggi ospita la più grande collezione privata di dipinti di Jamini Roy con 25 degli originali del maestro.[7]
- "Bride and two Companions", 1952, tempera su carta, 75 x 39 cm. Coates descrive il dipinto: "Notate il magnifico indigo del Bengala, e come i palmi delle mani della sposa siano cosparsi di pasta di sandalo rossa. La scelta dei colori di Jamini Roy a prima vista può sembrare puramente decorativa. Infatti, quasi tutto nei suoi quadri ha una ragione e un significato."[8]
- "Dual Cats with one Crayfish", 1968, tempera su carta, 55.5 x 44 cm. Coates scrisse: "Nonostante un altro nuovo stile, il colore si è ridotto nel numero ed è molto misurato, una quasi travolgente sensazione della formalità."[8]